# Tamara Funiciello
Tamara Funiciello (Berna, 20 marzo 1990) è una politica svizzera con cittadinanza italiana del Partito Socialista Svizzero (PS). Dal 2019 è membro del Consiglio nazionale per il Canton Berna.

## Biografia

### Studi e carriera professionale
Le origini di Tamara Funiciello sono di Gurbrü. I suoi genitori appartenevano alla classe operaia. Lei è nata a Berna ed è cresciuta in Sardegna frequentando la scuola elementare a Bosa. Dopo essersi trasferita nuovamente a Berna, si è diplomata al liceo di Neuenegg. Inizialmente ha studiato relazioni internazionali all'Università di Ginevra, poi si è trasferita all'Università di Berna per studiare storia e scienze sociali. Ha lavorato in diversi settori prima di diventare segretaria del sindacato dei lavoratori di Unia nel 2013. Fa inoltre parte del consiglio di amministrazione della filiale svizzera della ONG europea per la giustizia sociale Solidar.
Ha deciso di lottare per i diritti dei lavoratori dopo il licenziamento di suo padre nel 2011.

### Attività politica
Funiciello iniziò la sua carriera politica nel consiglio direttivo cantonale della Gioventù Socialista Svizzera, del quale in seguito diventerà presidente fino al 2019 (a lei è succeduta Ronja Jansen). Ha fatto anche parte del direttivo del PS del Canton Berna. Dal 2016 al 2019 fu presidente della Gioventù Socialista Svizzera, sezione giovanile del Partito Socialista Svizzero.
Dal 2017 al 2018 fece parte del consiglio comunale di Berna, mentre dal 2018 al 2019 fu membro Gran Consiglio del Canton Berna. Alle elezioni federali del 2019, Funiciello entrò in Consiglio nazionale svizzero per il Canton Berna, con 46 668 preferenze, ventesima tra i candidati eletti più votati. In parlamento è membro della Commissione affari giuridici e della Commissione delle finanze nel 2020 venne eletta co-presidente del ramo femminile del PS. Alle elezioni federali del 2023 venne rieletta con 71 811 preferenze, tredicesima tra i candidati eletti più votati.

### Vita privata
Nel 2019 Funiciello ha commentato per la prima volta il suo orientamento sessuale descrivendolo bisessuale. Ha giocato a hockey nella squadra Berner Sport Club Young Boys Frauen ed ha fatto parte della nazionale, vincendo il Campionato europeo nella Divisione-C.

## Posizioni politiche
Funiciello si identifica con le idee marxiste e si ispira al motto di Rosa Luxemburg «Dire ciò che è, rimane l'atto più rivoluzionario», preferisce difendere le idee politiche del PS che scendere a compromessi. Anche quando è stata eletta nel Consiglio nazionale svizzero, lei ha continuato a identificarsi prima di tutto nelle ideologie a favore dei lavoratori che nel suo ruolo politico. È attivista per i diritti delle donne ed è stata una figura di spicco durante lo Sciopero delle donne lavoratrici avvenuto in Svizzera nel 2019.